# Die roten Schuhe (1917)
Die roten Schuhe (auch Der Geheimschrank) ist ein deutscher Kriminal-Stummfilm mit der für das Drehbuch verantwortlichen Hedda Vernon als weiblicher Detektiv. Regie führte ihr damaliger Ehemann Hubert Moest.

## Handlung
Der Adelige Graf Othmar von Rotheneck betritt eines Tages die Detektei der jungen Eva Heiden und bittet um deren Mithilfe in einem kniffligen Fall. Seine Braut, zugleich seine Cousine namens Liane, sei verschwunden! Am Vorabend beider Hochzeit habe er ihr, als eine Art vorgezogenes Hochzeitsgeschenk, den Erbschmuck seiner Mutter überreicht. In diesem Moment sei der Hausdiener aufgetaucht und habe ihr einen Brief überreicht. Liane soll nach der Lektüre des Schreibens kreidebleich fortgelaufen sein. Graf Othmar habe sich darauf in seine Gemächer zurückziehen wollen und an der Treppe nur noch einmal kurz Liane gesehen. Danach sei sie endgültig entschwunden und auch am Hochzeitstag nicht mehr aufgetaucht. In demselben Moment, in dem Liane wie vom Erdboden verschluckt war, sei plötzlich ihr Bruder aufgetaucht und habe sich bei ihm, Othmar, eingenistet.
Um den seltsamen Dingen auf den Grund gehen zu können, muss sich Eva nun gleichfalls auf das gräfliche Schloss der Rothenecks begeben. Um nicht aufzufallen, lässt sie sich als Othmars Cousine einführen. Ihr Erscheinen passt dem sich ungefragt einnistenden Bruder Lianes überhaupt nicht in den Kram, und er versucht nunmehr, Eva so schnell wie möglich loszuwerden. Da ihm das auf üblichem Wege nicht gelingt, sperrt er sie eines Tages kurzerhand in das schlosseigene Verlies ein. Eva gelingt es jedoch, sich zu befreien. Bei dieser Aktion stößt sie plötzlich auf einen Wandschrank, dessen Türe nicht zu öffnen geht. Es stellt sich heraus, dass die verschwundene Liane dort mausetot eingesperrt ist.
Als Eva den Schrank öffnet, steht plötzlich der aufdringliche Bruder vor ihr. Eva sagt ihm auf den Kopf zu, dass sie glaube, er habe seine Schwester ermordet. Sie will ihm ein Geständnis entlocken, doch ist er genauso entsetzt wie die Jungdetektivin. Immerhin gesteht er ein, dass das ominöse Schreiben von ihm stamme, das kurz vor Lianes Verschwinden vom Butler der zukünftigen Herrin des Hauses überreicht worden war. Dieses Schreiben an Liane beinhaltete seine Ankündigung, sich fortan im gräflichen Schloss einnisten und fortan auf Kosten seines Schwagers in spe leben zu wollen. Es stellt sich heraus, dass Liane auf der „Flucht“ aus dem Zimmer ihres Mannes ebendiesen hochnotpeinlichen Brief verloren hatte. In Panik begann sie überall zu suchen. Als Liane Othmar an der Treppe sah, versuchte sie sich vor ihm zu verstecken und wählte ausgerechnet den Wandschrank mit der offensichtlich extrem klemmenden Tür, die sie dann nicht mehr aufbekam. Am Ende verhungerte sie dort.

## Produktionsnotizen
Die roten Schuhe, in Österreich unter dem Titel Der Geheimschrank verliehen, entstand zum Jahresbeginn 1917 im Eiko-Film-Atelier in Berlin-Marienfelde und war rund 1110 Meter, die sich auf vier Akte verteilten, lang. Der Krimi passierte im April 1917 die Zensur und wurde im Juli desselben Jahres im Tauentzienpalast uraufgeführt.

## Kritik
„…ein Detektivdrama, das gut inszeniert ist. (…) Die Handlung des Stückes bietet viel Interessantes.“